# ドイッチュラント (客船・4代)
| ドイッチュラント |                                                                                 |
| 船歴             |                                                                                 |
| 船名             | ドイッチュラント                                                                |
| 所有             | ペーター・デイルマン社                                                          |
| 運航             | ペーター・デイルマン社                                                          |
| 母港             | ドイツ・Neustadt in Holstein                                                    |
| 建造             | キール・HDW社                                                                   |
| ヤード番号       | 328                                                                             |
| 進水             | 1998年1月16日                                                                   |
| 洗礼             | 1998年5月11日                                                                   |
| 入籍             | 1998年5月11日                                                                   |
| 就航             | 1998年5月11日                                                                   |
| 運用             | 1998年5月16日                                                                   |
| 登録             | IMO番号：9141807                                                                |
| その後           | 運航中                                                                          |
| 性能             |                                                                                 |
| 種類             | クルーズ客船                                                                    |
| 総トン数         | 22,400トン                                                                      |
| 全長             | 175.30m（575フィート2インチ）                                                   |
| 全幅             | 23m（75フィート6インチ）                                                        |
| デッキ数         | 10（乗客が立ち入り可能なのは7）                                                 |
| 機関             | MaK-DMR 8M32ディーゼルエンジン2基 MaK-DMR 6M32ディーゼルエンジン2基 出力12320kW |
| 速力             | 20ノット（37.04km/h・23.02mph）                                                 |
| 定員             | 乗客520名 乗務員260名                                                           |

ドイッチュラント（独: MS Deutschland）は、ペーター・デイルマン社の所有する客船。

## 概要
ドイッチュラントは1998年に進水した。乗客定員は520人、乗務員は260人で、総トン数22,400トン、内装にはアール・デコが用いられた（この様式はノルマンディーなど、他の客船にも使用されている）。また、デッキ数は10であった。
ドイッチュラントは度々テレビ番組に出演している（ドイツの番組「Das Traumschiff」や、アメリカ合衆国の「The Love Boat」など。）。
2000年7月25日、ペーター・デイルマン社が計画した南米への11日間のツアーでは、コンコルド一機をチャーターし、ニューヨークジョン・F・ケネディ国際空港を経由して当時アメリカに停泊中のドイッチュラントに移動させるつもりであるが、該当コンコルドが墜落したため（コンコルド墜落事故）、ドイッチュラントへの搭乗を予定した乗客全員が犠牲となった。